# 金門民俗文化村
金門民俗文化村是中華民國金門縣金沙鎮三山里的一處古建築群，是臺灣歷史建築百景之一。

## 歷史
建築是旅日僑領王國珍、王敬祥父子分贈王氏族人居住的宅第，最早的建築開工於清光緒二年（1876年），最晚的建築竣工於光緒二十六年（1900年），古寧頭戰役後三山里一帶人口大量外流，建築遂廢棄，民國六十九年（1980年）金門政務委員會將此地規劃為金門民俗文化村，並對建築進行修復，民國八十四年（1995年）納入金門國家公園。

## 建築
金門民俗文化村所在的山后聚落分為上堡、中堡，下堡三個部分，均為具有防禦功能的圍村，上堡和中堡由王氏家族定居，下堡為梁氏家族定居，金門民俗文化村即其中的中堡，共包括18座建築物，其中住宅16間，另有王氏祠堂和村塾海珠堂，佔地面積1230平方米，入口處有牌坊，房舍依山面海棋盤式布局，建築採用閩南傳統二進式建築，以泉州白石砌牆，交趾陶裝飾壁面，配合彩繪、石雕、磚雕、陶瓷裝飾，建築群四面築有防禦用的圍墻。設置有文物館、禮儀館、喜慶館、休閒館、武館、生產館及古官邸七座展館，目前由金門國家公園管理處負責維護，委由山后民俗文化基金會管理。

## 事件
2016年2月3日，30餘位村民在文化村大門拉白布條，抗議金門國家公園管理處在村民2004年無償出借用於綠化的農地建水泥停車場且針對店家自製的廣告招牌發函警告開罰，金門國家公園則表示將繼續與村民協調。